# Osinovka (Oblast' autonoma ebraica)
Osinovka (in lingua russa Осиновка) è un centro abitato dell'Oblast' autonoma ebraica, situato nel Smidovičskij rajon.